# Amblyraja doellojuradoi
Amblyraja doellojuradoi (лат.) — вид хрящевых рыб семейства ромбовых скатов отряда скатообразных. Обитают в юго-западной части Атлантического и юго-восточной части Тихого океана. Встречаются на глубине до 967 м. Их крупные, уплощённые грудные плавники образуют диск в виде ромба со заострённым рылом. Максимальная зарегистрированная длина 69 см. Откладывают яйца. Не являются объектом целевого промысла.

## Таксономия
Впервые вид был научно описан в 1935 году как Raja doellojuradoi. Вид назван в честь Мартина Доэлло-Юрадо (1884—1948) из аргентинского музея естественных наук, внёсшего большой вклад в развитие гидробиологии Аргентины.

## Ареал
Эти донные скаты обитают у побережья Аргентины, Чили и Фолклендских островов. Встречаются на краю континентального шельфа и на материковом склоне на глубине 104—967 м, наиболее распространены в диапазоне глубин 200—300 м. Температура в среде обитания колеблется в пределах 2,5 °C — 6.8 °C.

## Описание
Широкие и плоские грудные плавники этих скатов образуют ромбический диск с треугольным рылом и закруглёнными краями. На вентральной стороне диска расположены 5 жаберных щелей, ноздри и рот. На тонком хвосте имеются латеральные складки. У этих скатов 2 редуцированных спинных плавника и редуцированный хвостовой плавник.
Максимальная зарегистрированная длина 69 см.  У взрослых скатов рострум твердый и прочный. Передний край диска половозрелых самцов сильно выгнут. Дорсальная поверхность окрашена в пепельно-серый цвет и покрыта тёмными пятнами. Вентральная поверхность белая, края голубоватые.  Дорсальная поверхность шершавая, усеяна шипами и колючками разного размера, вентральная сторона голая. В центральной области неплотно покрыта мелкими шипиками в виде звезды, по краям диска и в межглазничной области их концентрация увеличивается. Позади глаз и между брызгальцами имеются крупные одиночные шипы. Между спинными плавниками присутствует небольшой шип. На каждом крыле 3  лопаточных шипа образуют треугольник. Иногда в затылочной области имеются 3 срединных шипа: 2 очень крупных разделены небольшим. Срединный хвостовой ряд на образован 14—18 большими колючками. Анус расположен посередине между рострумом и кончиком хвоста. Аларные шипы у самцов собраны в 19—20 радиальных рядов по 2—3 шипа. Птеригоподии составляют 1/3 ширины диска, соотношение ширины и длины у них равно 1 к 6. Концы птеригоподий не увеличены. У неполовозрелых скатов диск имеет форму ромба, рыла почти не выдаётся вперёд.

## Биология
Эти скаты откладывают яйца. Эмбрионы питаются исключительно желтком. Длина новорождённых около 9 см. Рацион молодняка состоит из эвфаузиевых и бокоплавов, взрослые скаты питаются равноногими, полихетами и мелкими рыбами.

## Взаимодействие с человеком
Эти скаты не являются объектом целевого лова. У побережья Аргентины они попадаются в качестве прилова при промысле Dipturus chilensis. В южных водах Фолклендских островов промысел скатов ограничен.  Международный союз охраны природы  присвоил виду охранный статус «Вызывающий наименьшие опасения».